# Incitatus

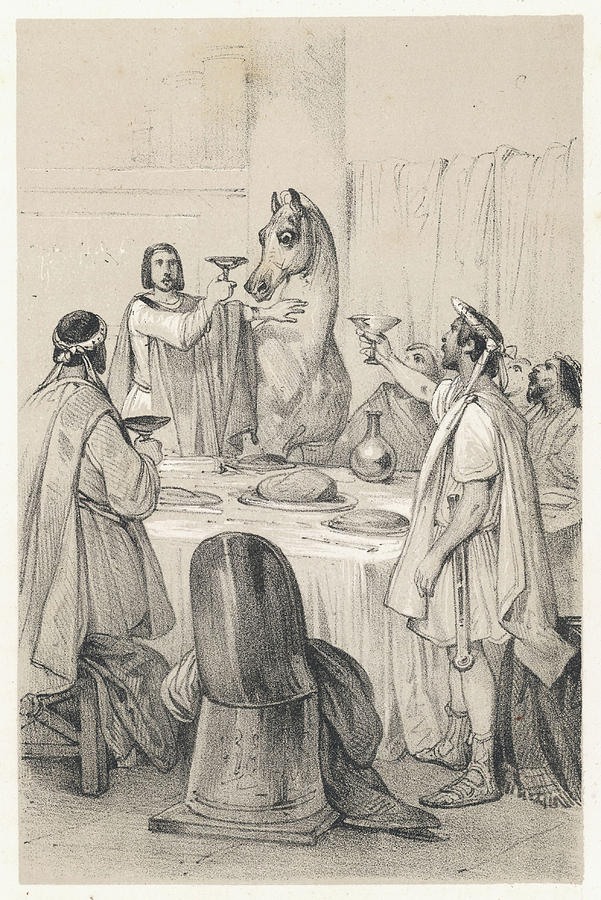
Litografia di Jean Victor Adam raffigurante Caligola e Incitatus durante un banchetto

Incitatus, in italiano noto anche come Incitato (in latino Incitatus, letteralmente «rapido», «al galoppo»), è stato il cavallo vissuto a Roma antica durante il regno dell'imperatore Caligola, il quale, secondo la leggenda, si riprometteva di nominarlo console.

## Storia
Incitatus era il cavallo protagonista della scuderia dei Verdi, una delle scuderie della corsa dei carri di Roma, di cui l'imperatore Caligola era un sostenitore. Secondo Svetonio, l'imperatore donò a tale scuderia una stalla di marmo con una mangiatoia d'avorio, una coperta di porpora e un colletto tempestato di gioielli per Incitatus; inoltre, sempre secondo Svetonio, l'imperatore ordinava il silenzio generale nei quartieri della scuderia durante le notti precedenti a gare importanti e Incitatus era solito partecipare a banchetti formali con i dignitari di Roma, invitati a suo nome. Secondo Cassio Dione, l'imperatore faceva servire al cavallo avena mista a oro e lo aveva anche nominato sacerdote.
Celeberrimo episodio del quale Incitatus fu protagonista avvenne quando Caligola manifestò la propria volontà di nominare Incitatus alla carica di console, massimo magistrato dello Stato romano; tuttavia, tale nomina non avvenne mai. Sembra che Incitatus perse solo una gara nella sua vita e si narra che, a seguito di ciò, Caligola ordinò al boia di uccidere lentamente l'auriga che aveva gareggiato per assicurarsi che soffrisse.

## Giudizio storico
Gli storici moderni suggeriscono che il trattamento di Incitatus da parte di Caligola fosse uno scherzo elaborato inteso a ridicolizzare e schernire il Senato romano o forse era una forma di satira con l'implicazione che un cavallo potesse svolgere i doveri di un magistrato; gli storici antichi, invece, utilizzarono l'episodio quale esempio della presunta follia dell'imperatore.

## Incitatus nella cultura di massa
- Robert Graves cita Incitatus nel libro Claudius the God and His Wife Messalina, 1934 (Il divo Claudio e sua moglie Messalina), trad. di Carlo Coardi, Bompiani, Milano, I ed. 1936; Mondadori, Milano, 1974; Corbaccio, Milano, 1997; TEA, Milano, 2000
- Zbigniew Herbert dedicò a Incitatus l'argomento del poema Caligola (Pan Cogito 1974)[7]
- Emma Vanderpool pubblica il romanzo Incitatus: Fabula Equi Senatorii (2020)[8]
- Incitatus appare come antagonista secondario nella saga letteraria Le sfide di Apollo di Apollo di Rick Riordan